# Armenteule
Armenteule är en kommun i departementet Hautes-Pyrénées i regionen Occitanien i sydvästra Frankrike. Kommunen ligger i kantonen Bordères-Louron som tillhör arrondissementet Bagnères-de-Bigorre. År 2018 hade Armenteule 62 invånare.

## Befolkningsutveckling
Antalet invånare i kommunen Armenteule
| Referens: INSEE |